# Adela electella
Adela electella là một loài bướm đêm thuộc họ Adelidae. Loài này có ở Nam Phi.